# Typolamprops hudsoni
Typolamprops hudsoni är en kräftdjursart som beskrevs av Daniel Reyss 1978. Typolamprops hudsoni ingår i släktet Typolamprops och familjen Lampropidae. Inga underarter finns listade i Catalogue of Life.